# Acisoma attenboroughi
Acisoma attenboroughi es una especie de libélula miembro de la familia Libellulidae que se le dio el nombre del naturalista Sir David Attenborough en honor a su 90 cumpleaños.
Se encuentra solo en Madagascar, donde es "muy común".